# Adonija

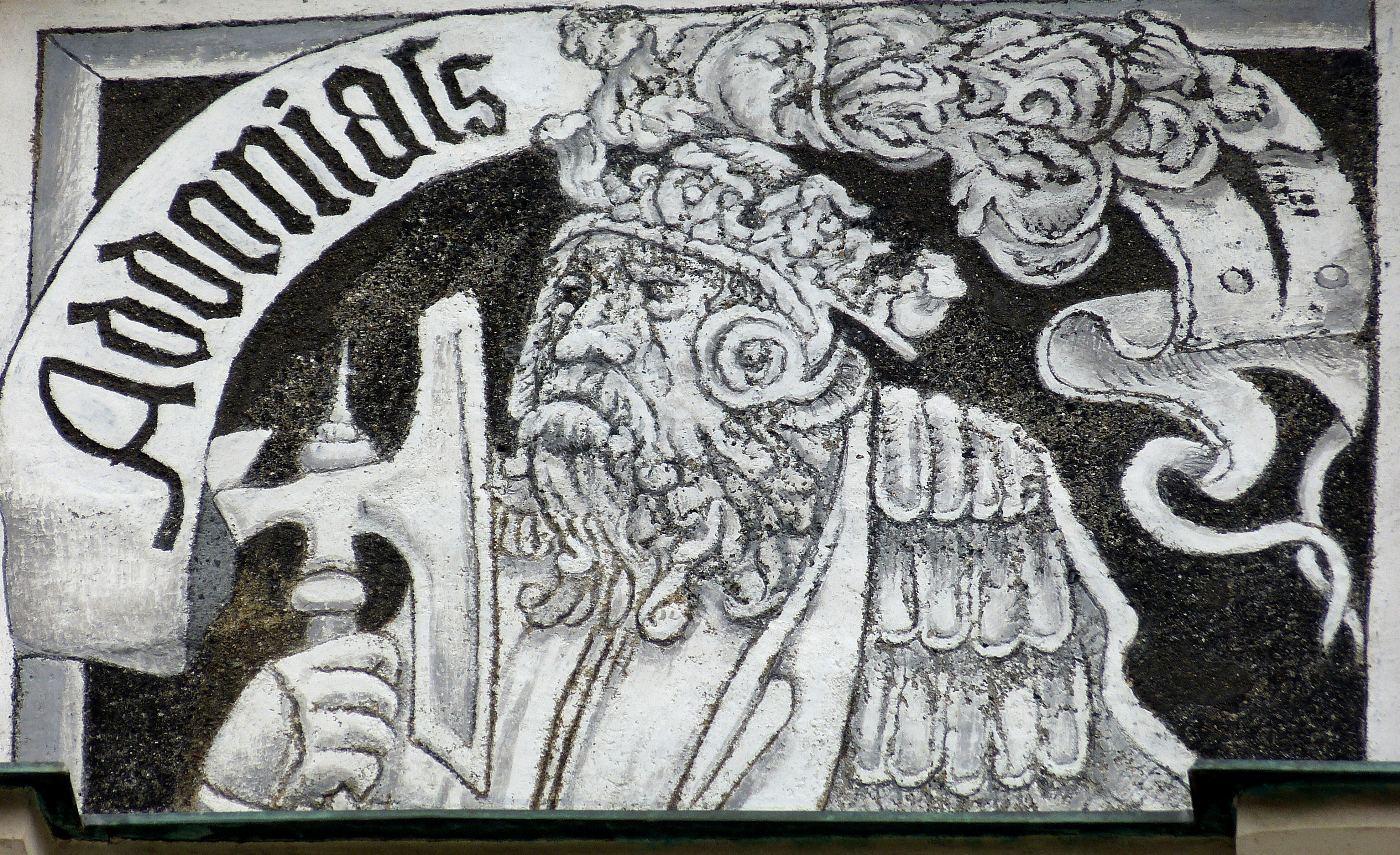
Adonija - Sgraffito (1555) von einem Markthaus in Telč (Tschechien)

Adonija (auch Adonia) oder Adonijahu ist im Alten Testament der vierte Sohn König Davids. Seine Mutter war Haggit. Er wurde in Hebron, dem alten Heiligtum des Stammes Juda geboren (2 Sam 3,4 ). Ähnlich wie sein Halbbruder Abschalom war er „wohlgestaltet“ (1 Kön 1,6 ), ehrgeizig und machtgierig.

## Etymologie

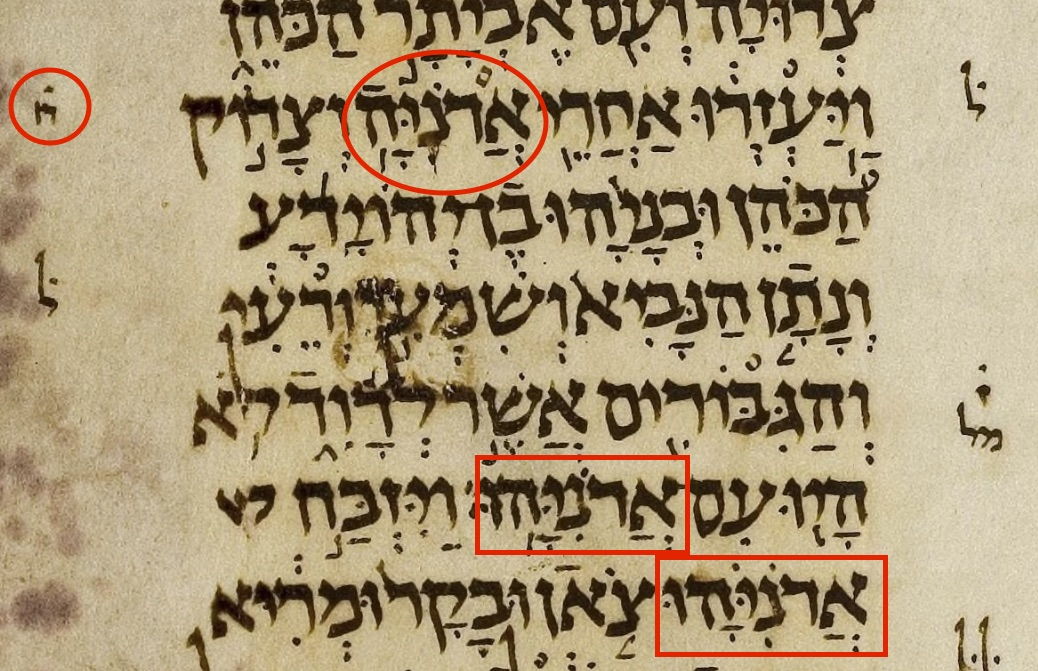
Die seltenere Namensform Adonija (oben, mit Randbemerkung „8mal“) und die häufigere Form Adonijahu (zweimal unten) in im Codex von Aleppo

Der hebräische Personenname „Adonija“ ist in zwei verschiedenen Formen überliefert, der Kurzform אֲדֹנִיָּה ’ǎdonîjāh (z. B. 1 Kön 1,5 ) und der Langform אֲדֹנִיָּהוּ ’ǎdonîjāhû (z. B. 1 Kön 1,8 ). Es handelt sich um einen Nominalsatznamen, bestehend aus Subjekt und Prädikat. Subjekt (und zugleich theophores Element) ist eine Form von „JHWH“ (יָהוּ jāhû oder יָה jāh), das Prädikat ist das Substantiv אֲדֹן ’ǎdon, deutsch ‚Herr‘. Der Name lässt sich daher als „JHWH ist Herr“ übersetzen. Die Septuaginta gibt den Namen als Αδωνιας Adōnias wieder, die Vulgata als Adonias.

## Biblische Erzählung
Adonia spielte erst in Davids letzten Lebensjahren eine Rolle: Nachdem seine älteren Brüder Amnon, Abschalom und wohl auch Kilab tot waren, erhob er Anspruch auf die Thronnachfolge, verschaffte sich eine Privatarmee (1 Kön 1,5 ), konspirierte mit Verbündeten am Hof gegen die Parteigänger Salomos und ließ sich auf einer Geheimversammlung von ihnen zum König machen (1 Kön 1,7–9 ; 17–19 ).
Doch der Prophet Natan durchkreuzte seinen Plan, sandte die Mutter Salomos, Batseba, zum sterbenden David, deckte diesem die Verschwörung auf und brachte ihn so zur vorzeitigen Salbung Salomos zu seinem Thronnachfolger (1 Kön 1,11–31 ). Adonias Gefolgschaft floh, und er musste seinen Bruder als König über sich anerkennen (1 Kön 1,49–53 ).
Nach Davids Tod bat Adonia Salomo darum, Abischag von Schunem heiraten zu dürfen (1 Kön 2,17 ). Diese war in der Zeit vor Davids Tod für dessen Betreuung zuständig (1 Kön 1,3 ). Salomo fasste dies als versteckten Angriff auf seine Königswürde auf und nahm es zum Anlass, seinen Bruder und dessen Anhänger am Hof zu beseitigen (1 Kön 2,22–25 ). Dabei setzte er sich sogar über das Asylrecht im Heiligtum hinweg und ließ den Heerführer Joab von seinem neuen Heerführer Benaja am Altar umbringen (1 Kön 2,29–34 ). Damit hatte Salomo mögliche Rivalen erledigt und herrschte fortan unangefochten über Israel und Juda (1 Kön 2,46 ).